# Linde Empelder Straße
Die Linde Empelder Straße in Hannovers Stadtteil Badenstedt ist als Naturdenkmal geschützt. Nach seiner Art gehört der Baum zu den Linden (Tilia).
Die Stadt Hannover hatte den Baum im Jahr 1988 unter der Nummer ND-HS 37 unter Schutz gestellt. Die nach dem Niedersächsischen Kommunalverfassungsgesetz inzwischen für die Aufgaben der unteren Naturschutzbehörde zuständige Region Hannover ordnete die Naturdenkmale für ihr Gebiet im Jahr 2010 neu, hob die bisherigen Verordnungen der Kommunen auf, erließ für die meisten der bisherigen Naturdenkmale eine neue (Sammel-)Verordnung und begründete die Unterschutzstellung dieser beiden Bäume in der Anlage zu der neuen Verordnung mit dieser Beschreibung:
Schön gewachsener Baum mit stark verzweigter, gleichmäßig ausgebildeter Krone, dessen Zweige bis auf den Boden reichen.
und nannte als Schutzzweck
Die Linde wurde auf dem ehemaligen Bauernhof der Familie Pauling im Dorf Badenstedt gepflanzt und ist daher von heimatkundlicher Bedeutung. Sie ist frei gewachsen und von besonderer Schönheit.
Den Standort beschreibt die Verordnung
Auf dem Grundstück Badenstedter Straße 225 – 229, Südostecke,
nennt als Flurdaten
Hannover-Badenstedt, Flur 2, Flurstück 2208/1,
verwendet die Bezeichnung
Linde an der Empelder Straße
und registriert sie unter der Nummer ND-H 244.
Im Frühjahr 2021 bietet sich dieses Bild: Die Linde ist nicht erkennbar baumpflegerisch behandelt worden. In ihrer Krone finden sich mehr als zehn Misteln, diese sind gut zu erkennen, wenn der Baum unbelaubt ist. In einer Landkarte von 1899 ist die Eigentümerfamilie Pauling bei einer Reihe von Feldern mit dem Namen „Carl Pauling“ eingetragen, so auch bei dem Standort des Naturdenkmals an der Straße nach Empelde. Das in unmittelbarer Nähe liegende Bauernhaus des früheren Vollmeierhofs Nr. 1 von Badenstedt der Familie Pauling, Empelder Straße 1, ist eine sogenannte Rübenburg aus dem ausgehenden 19. Jahrhundert und als Baudenkmal geschützt. Neben der „Rübenburg“ stand die Scheune auf dem bäuerlichen Anwesen, und dort war die Linde gepflanzt worden. Wegen der dichten Bebauung mit Geschosswohnungen ist das frühere Dorf Badenstedt in seiner dörflichen Struktur nicht mehr zu erkennen. So steht die geschützte Linde in der Nähe eines Mehrfamilienhauses, ihre Wurzeln haben aber im Garten neben diesem Haus und durch den anschließenden Kinderspielplatz ausreichend Platz.